# Adrián Montoro
Adrián Hernández Montoro (Tarrasa, Barcelona, España, 4 de enero de 1995) es un futbolista español que juega como defensa.

## Trayectoria
Se formó en las categorías inferiores del R. C. D. Español y en la temporada 2013-14 fichó por la U. D. Barbastro, equipo con el que debutó en la Tercera División. Una campaña después jugó en el Girona F. C. "B" y en la temporada 2015-16 lo hizo en la U. D. Somozas de la Segunda División B. Posteriormente, militó en la A. E. Prat durante la campaña 2016-17.
Tras descender con el Prat a Tercera División fichó por la U. E. Cornellà, con quien llegó a disputar un partido de la temporada 2017-18 antes de fichar por el Real Sporting de Gijón "B". Allí jugó treinta y un partidos, incluido uno correspondiente a la promoción de ascenso a Segunda División. Además, debutó en la categoría de plata con el Real Sporting de Gijón; participó en dos partidos consecutivos, ante el Club Gimnàstic de Tarragona y el Real Oviedo.
El 28 de junio de 2018 firmó un contrato con la U. D. Almería, que fue rescindido después de una temporada.

## Clubes
| Club                            | País   | Año             |
| ------------------------------- | ------ | --------------- |
| U. D. Barbastro                 | España | 2013-2014       |
| Girona F. C. "B"                | España | 2014-2015       |
| U. D. Somozas                   | España | 2015-2016       |
| A. E. Prat                      | España | 2016-2017       |
| U. E. Cornellà                  | España | 2017            |
| Real Sporting de Gijón "B"      | España | 2017-2018       |
| U. D. Almería                   | España | 2018-2019       |
| U. E. Cornellà                  | España | 2019-2020       |
| Club de Fútbol Montañesa        | España | 2020-2021       |
| Esport Club Granollers          | España | 2021-2022       |
| Centro Parroquial San Cristóbal | España | 2022-actualidad |